# Esplugues de Cal Trumfo
Les Esplugues de Cal Trumfo són unes cavitats naturals del terme d'Abella de la Conca, (Pallars Jussà), incloses a l'Inventari del Patrimoni Arqueològic i Paleontològic de Catalunya.
Estan situades a prop de l'extrem oest del terme, limítrof amb Conca de Dalt (antic terme d'Hortoneda de la Conca, al sud de la Collada del Trumfo, en uns feixancs que fa entre dos relleixos de roca. Al llarg de la cinglera hi ha diverses restes d'aquest jaciment, i a les parets de la balma, construccions modernes, abrics i cledes, que aprofiten elements constructius més antics, medievals.
Es tracta d'unes coves naturals amb restes d'habitacions medievals.

## Etimologia
Segons Joan Coromines, el topònim Esplugues procedeix del mot comú llatí speluncas (coves o baumes). La segona part del topònim, de Cal Trumfo, denota la relació de proximitat amb l'antiga casa de Cal Trumfo.